# Thor Delta J

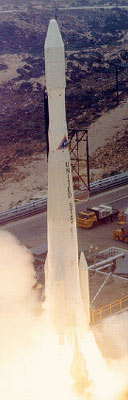
Delta J z satelitą Explorer 38, 4 lipca 1968

Thor Delta J (Delta J) – amerykańska rakieta nośna serii Delta. Bazowała ona na rakiecie Delta E, różnicą był ostatni człon rakiety, zamiast silnika Altair 2 użyto silnika Star-37D.
Rakieta ta wystartowała tylko raz, 4 lipca 1968 z wyrzutni SLC-2E w Vandenberg AFB, wynosząc na średnią orbitę okołoziemską satelitę Explorer 38.